# ماريو روميرو
ماريو روميرو (بالإسبانية: Mario Romero)‏ هو ملاكم نيكاراغوي، مثّل بلاده في الألعاب الأولمبية الصيفية 1992.

## روابط خارجية
ماريو روميرو على موقع أوليمبيديا (الإنجليزية)